# SC Preußen Hindenburg
Der SC Preußen 1910 Hindenburg-Zaborze (kurz SC Preußen Hindenburg, früher auch SC Preußen Zaborze) war bis 1945 ein Sportverein aus dem Hindenburger Stadtteil Zaborze, die heute Zabrze, Zaborze Północ heißt und zu Polen gehört.

## Geschichte

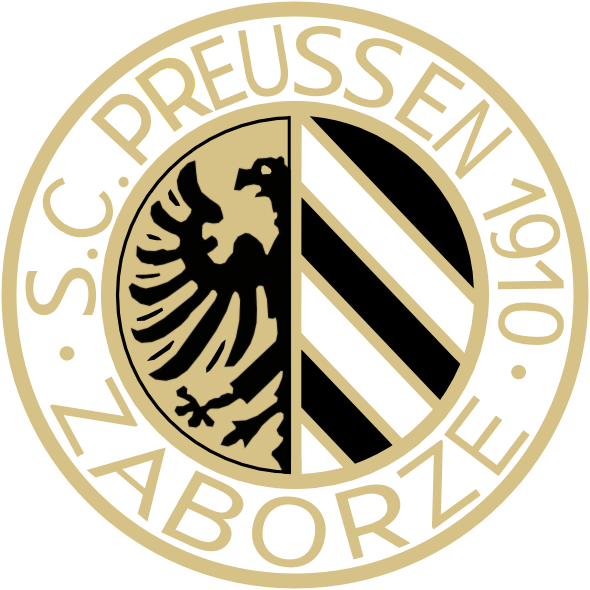
Altes Logo des SC Preußen Zaborze

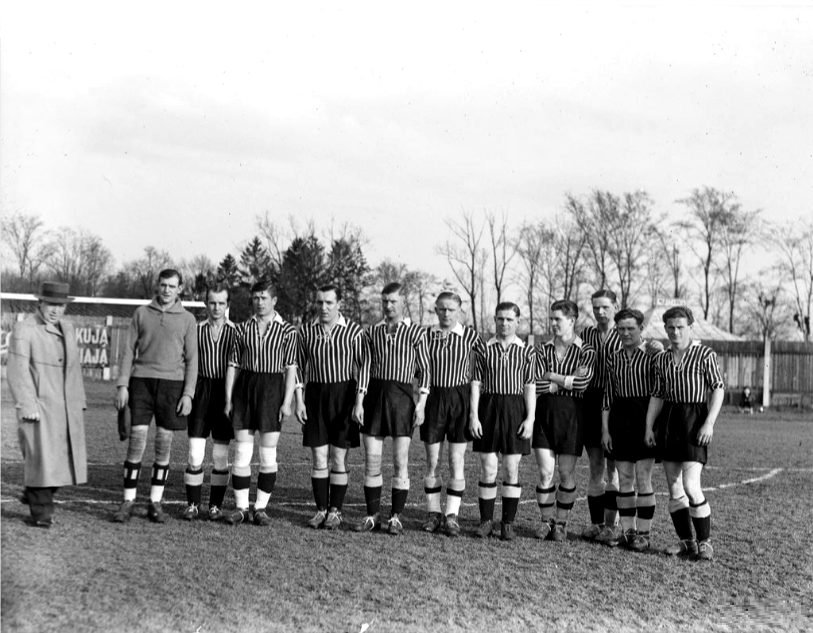
Erste Mannschaft aus dem Jahr 1936

Der Ursprungsverein wurde 1909 unter dem Namen Fußball-Club Borussia 1909 Zaborze gegründet und gehörte dem Südostdeutschen Fußball-Verband an. Zaborze war ein Nachbarort der oberschlesischen Industriegemeinde Zabrze. Am 23. August 1910 wurde Borussia Zaborze mit dem FC Viktoria Zaborze, dem SC Silesia Zaborze und dem SC Zabrze zum SC Preußen 1910 Zaborze vereinigt. Nachdem die Gemeinde Zabrze 1915 in Hindenburg O.S. umbenannt wurde, wurde der Vereinsnamen in SC Preußen Hindenburg geändert. 1918 traten auch die Sportfreunde Hindenburg dem Verein bei. 1920 erfolgte eine erneute Umbenennung in SC Preußen Zaborze. Die Gemeinde Zaborze wurde 1927 in die Stadt Hindenburg eingemeindet. 1934 erfolgte schließlich eine erneute Umbenennung in SC Preußen Hindenburg.
1928, 1930 und 1931 wurde der Verein oberschlesischer Meister. 1929 wurde darüber hinaus die Südostdeutsche Meisterschaft gewonnen, die zur Teilnahme an der Endrunde zur Deutschen Meisterschaft berechtigte. Der Klub schied im Achtelfinale nach einer 1:8-Niederlage gegen Hertha BSC aus.
Neben Fußball betrieb der Verein auch Leichtathletik und Handball.
Durch die Kriegsfolgen und die daraus resultierende Zusprechung Hindenburgs zu Polen erlosch der Verein 1945.

## Erfolge
- 1 × Teilnahme an der Endrunde um die deutsche Meisterschaft: 1929
- 1 × Südostdeutscher Meister: 1929
- 1 × Vizemeister Gau Schlesien: 1939
- 3 × Oberschlesischer Meister: 1928, 1930, 1931

## Bekannte Spieler
- Florian Bismor
- Berthel Bonk
- Friedrich Buchczyk
- Anton Franosch (als Jugendlicher)

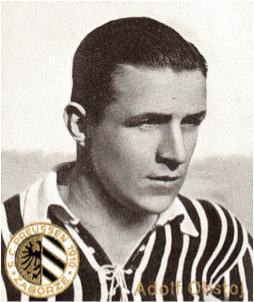
Adolf Obstoj

- Kurt Hanke, deutscher Fußballnationalspieler
- Erich Kampa
- Fritz Laband; Fußball-Weltmeister 1954
- Ewald Lachmann
- Adolf Obstoj
- Kurt Tschenscher (als Jugendlicher)

## Spielstätte
Die Spielstätte des SC Preußen Hindenburg war der Preußenplatz im Steinhoffpark.